# Быков, Максим Дмитриевич
Максим Дмитриевич Быков (род. 2 июля 2002, Набережные Челны, Татарстан) — российский хоккеист, нападающий. Мастер спорта России (2021).

## Биография
Начинал заниматься хоккеем в команде «Челны». С 2012 года — в системе казанского «Ак Барса», сезон 2018/19 провёл в команде МХЛ «Ирбис». На импорт-драфте CHL был выбран в первом раунде под № 15 клубом «Бленвиль-Буабриан Армада» из QMJHL, в котором провёл следующий сезон. Из-за пандемии COVID-19 вернулся в Казань и продолжил выступать за «Ирбис», а с сезона 2021/22 также стал играть за «Барс» в ВХЛ. Со следующего сезона начал выступать и в КХЛ. В начале 2024 года играл за фарм-клуб «Ак Барса» «Нефтяник» Альметьевск в ВХЛ.